# 速球
速球（そっきゅう）は、野球の投手が投げる球種のうちで球速が速いものを指す。英語ではファストボール (fast ball)と呼ばれる。

## 概要
速球は直進する速球と、球速は直進する速球に近いながら左右に曲がったり落ちるなど変化する速球の2種類に大別できる。日本において前者は直球、ストレート  、真っ直ぐ、アメリカではフォーシーム・ファストボール（英: four-seam fastball）等と呼ばれている。後者は日本において癖球と呼ばれ、さらにツーシーム・ファストボール（英: two-seam fastball）、カット・ファストボール（英: cut fastball） などに分類されている。
日本では伝統的に、最も落差が少なく打者への到達時間も短い球種であることから、変化しないストレートが基本になる球種とされていた。一方アメリカでは速球に対し、打者の手元で変化する「汚い」軌道が「打ち難い」とされるなど球速、威力を重視するように考えられていた。
これが言葉の使われ方の差となっており、日本においては速球という言葉よりストレートという言葉が多く使われ、基本のストレートに対し、シュートやカットボールといった変化する速球を含めた変化球といった大別がなされるのに対し、アメリカではファストボールとオフスピードボールという二分から分類が始まる。
日本において明確な速球の投げ分けは2000年代頃から認識され、意図的に直進する速球と直進しない速球を投げ分ける投手も増加している。

## 種類

### フォーシーム・ファストボール

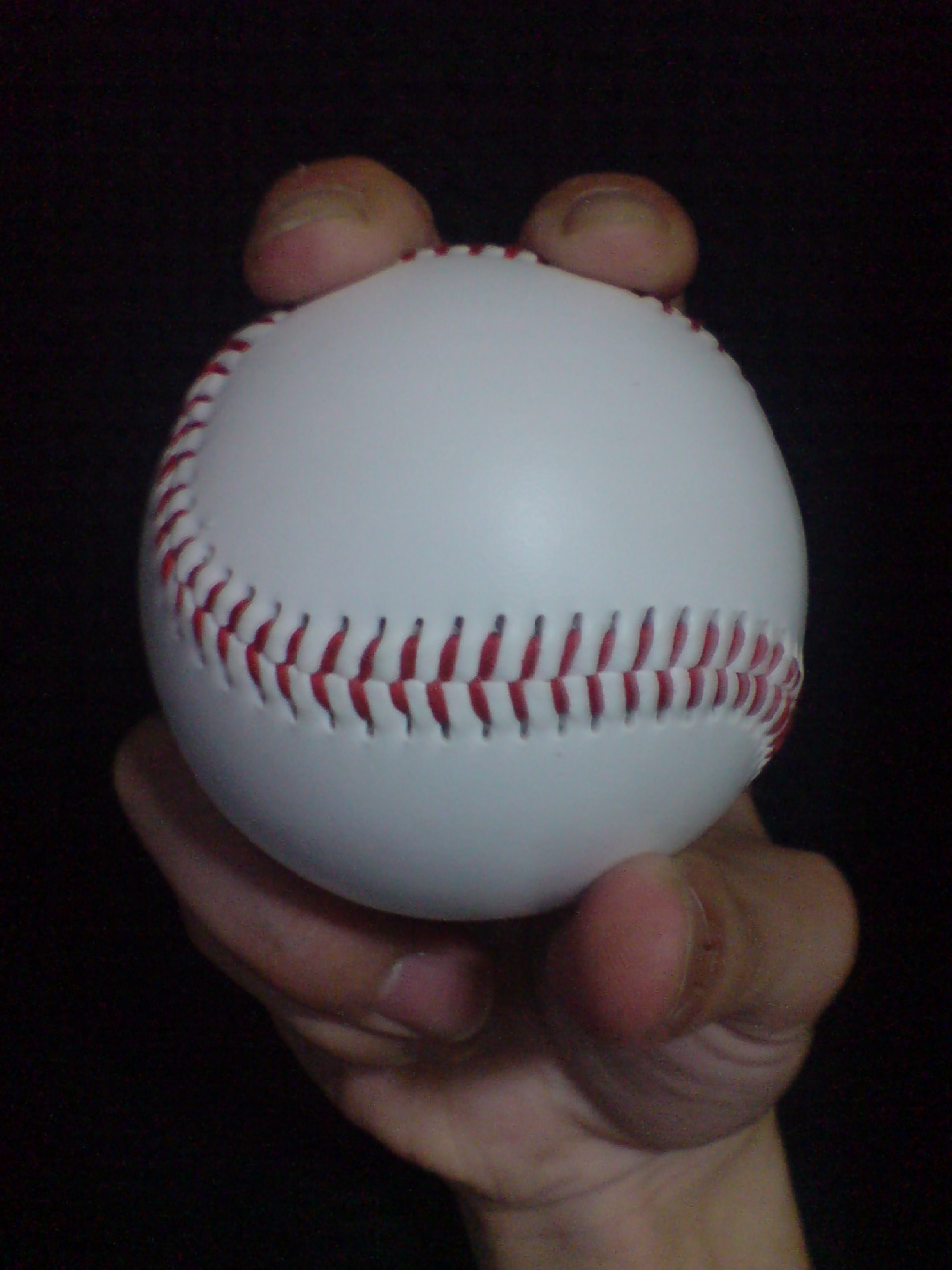
フォーシームの握りの例(前)

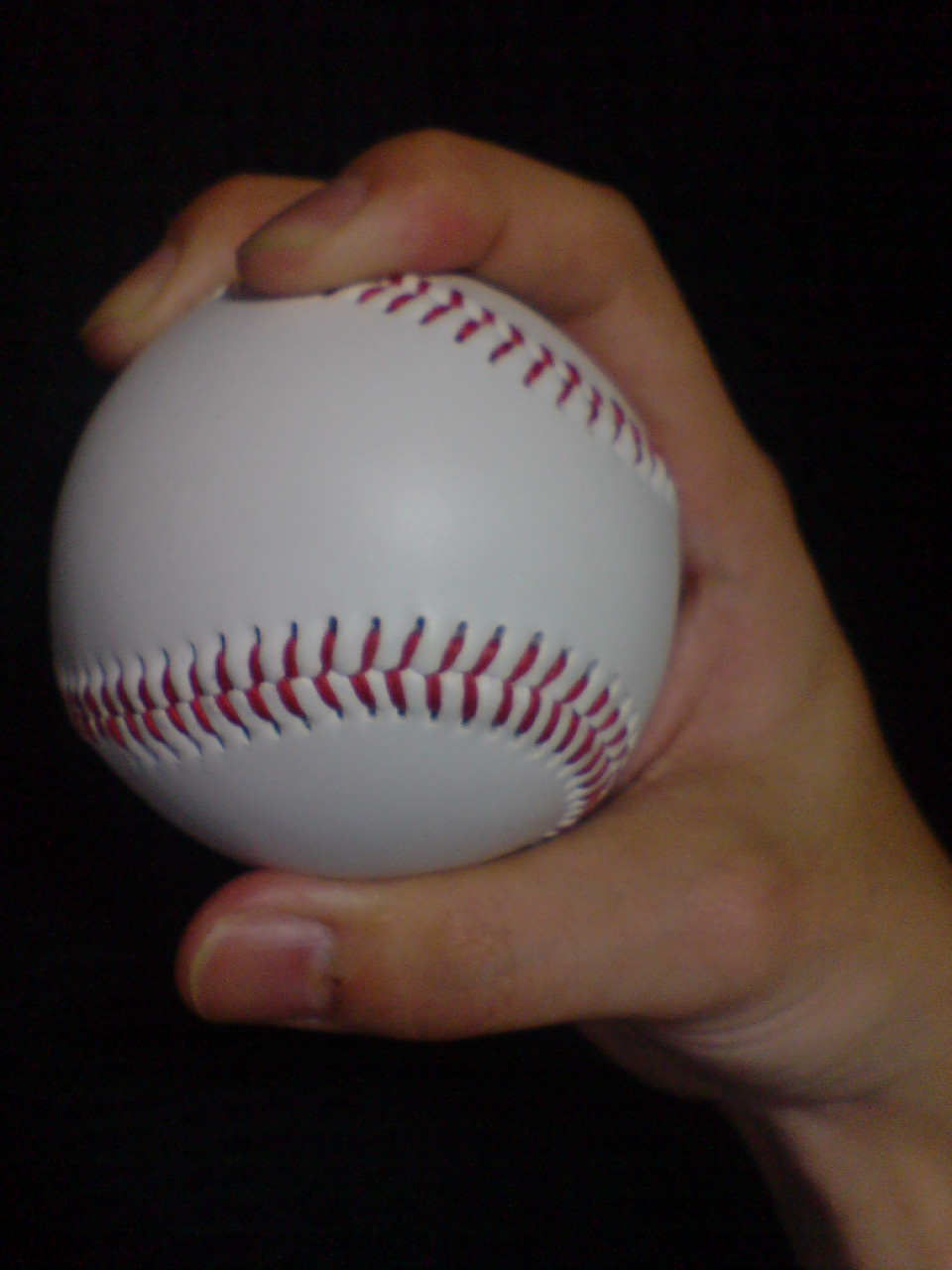
フォーシームの握りの例(横)

フォーシーム・ファストボール（英: Four-seam fastball）とは、日本で直球（ちょっきゅう）もしくはストレートなどと呼ばれる球種。省略してフォーシームとも呼ばれる。
フォーシームとは縫い目の向きを表し、ボールが1周スピンする間に縫い目 (seam) の線が4回 (four) 通過し、マグヌス効果によって生まれる力をより効果的に得られるとされる。
人差し指と中指を並べ、ボールにある縫い目に交差させて握り、リリースの際にバックスピンをかけて投げる。人差し指と中指の間は隙間を開けるのが一般的で、隙間を開けて握ることで制球が安定しやすい。閉じて握ると強い回転はかけやすいが、制球が不安定になりやすく、回転軸も左右にブレやすい。
各球種の中で最も球速があり、打たれ難い基本の球種と考えられているが、同じ直球でも内角・外角の左右の距離感や高め・低めの高低差を使い分けたり、他の球種を交えることで球の軌道や球速の差を利用して打者を打ち取ることが一般的で、こういった工夫により球速の遅い投手でも打者を打ち取ることができる。
純粋なバックスピンに近く、スピン量が多いボールが理想的なフォーシーム・ファストボール（ストレート）であるとされる。これに近い球をキレのある球と呼び、特にキレのある球は球速が速いことに加えて、マグヌス効果により球の重力による落下が他の投法に比べ少なく、打者がボールの下を空振ることを期待できる。ロジャー・クレメンスやランディ・ジョンソン、マーク・プライアーらの投げるものなど、特に浮き上がるかのような印象を打者に与えるものはライジング・ファストボール (英: rising fastball) やマジック・ファストボール (英: magic fastball) と呼ばれている。日本では、藤川球児のフォーシーム・ファストボールが浮き上がるような印象から火の玉ストレートなど呼ばれる。
なお、真っすぐと呼ばれるが、投球動作により、どの投手でも量に差はあるがシュート方向に変化している。サイドスローやアンダースロー投手など腕の角度が低い投手はそれが顕著で、利き手方向に球が沈む軌道を描く場合が多い。
直球は投手の球種の中でも基本中の基本であるため、変化球の教則本などでも「直球をまともに投げられない投手は変化球を投げる資格が無い」と注意喚起されることが多い。

### ムービング・ファストボール
ムービング・ファストボール（英: Moving fastball）とは、日本で昔から癖球（くせだま）と呼ばれる球種。
速い球速で小さく鋭い変化をすることから、バットの芯を外して打たせて取りやすい。近年ではフォーシーム・ファストボールと高速化したブレーキングボールで置き換えられる場合も多い。

### ツーシーム・ファストボール

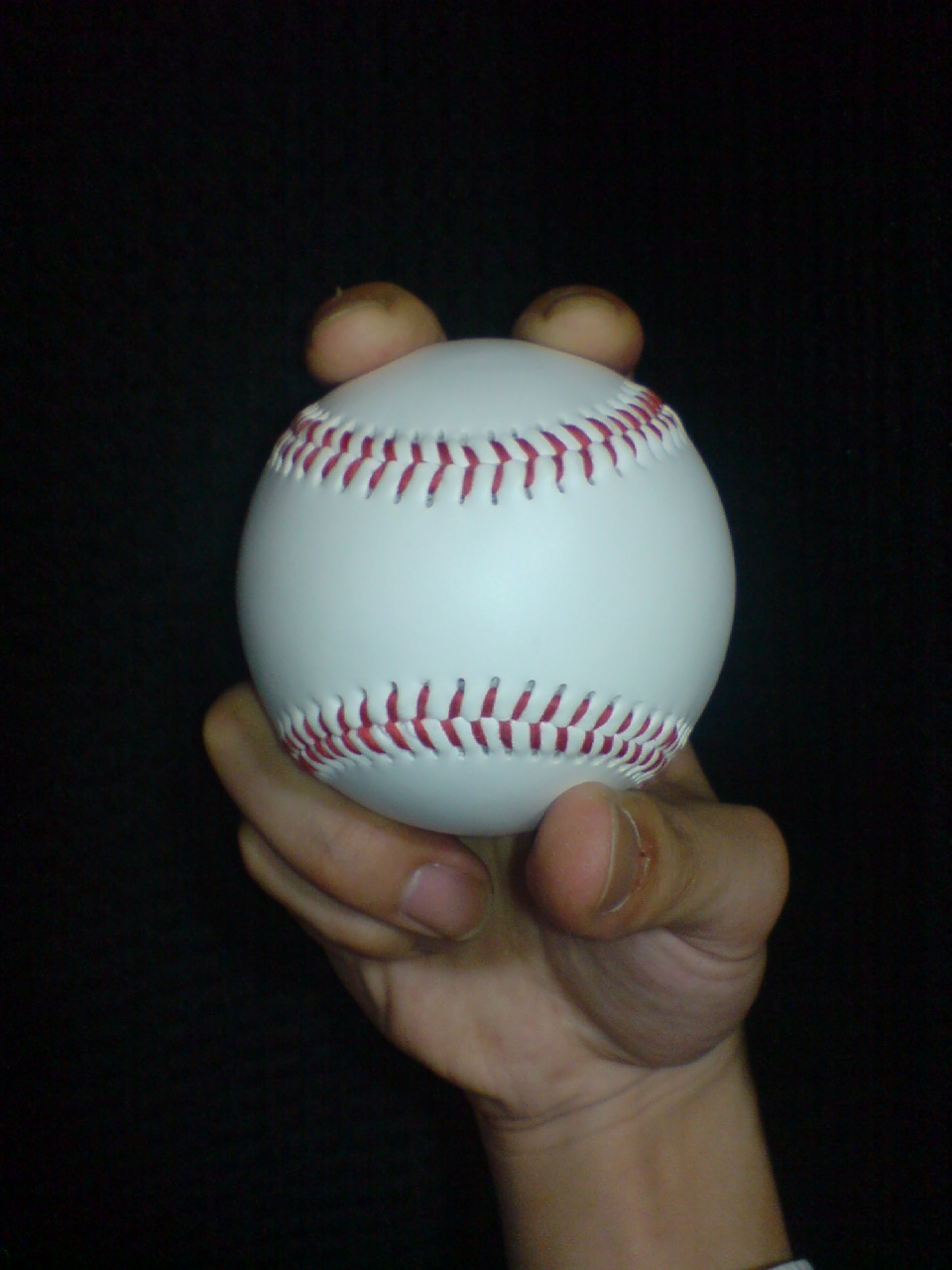
ツーシームの握りの例

ツーシーム・ファストボール（英: Two-seam fastball）とは、ボールの縫い目 (seam) が2回 (two) 通過して投じられる球種。省略してツーシームファスト、ツーシームとも呼ばれる。
フォーシームと同様にツーシームも縫い目の向きを表す言葉だが、主に球種を表す言葉として用いられている。日本では2000年代になってフォーシーム・ファストボールと明確に区別されるようになった。
投球動作はフォーシームと同じだが、握った際のボールの向きはフォーシームを横に90度回転させた向きであり、バックスピンを掛けた時に縫い目が1周で2回通過するように握る。このように握りを変え、スピン軸を変えることで、もしくは縫い目に指を掛けないなど、指が掛かりにくい握りで投げスピン量を低下させることで、フォーシームに比べ球速は大きく変えないでシュート方向に曲げたり、沈む軌道とすることができる。また、握る際の親指の置き方でスピン軸を変化させ横に曲がるか沈めるかの調整をする投手もいる。
アメリカのメジャーリーグ公式球では日本プロ野球公式球より変化をさせやすい、リーグの過密日程のため試合では浅いカウントから凡打を誘うことで投球数を減らしたい、強打者が多くフライ打球を打たれることが危険であるのに対し長打の可能性が低いゴロ打球を打たせやすいなどの理由から、1980年代半ばから90年代以降広く活用されている。代表的な使い手としてはグレッグ・マダックスやフェリックス・ヘルナンデスがいる。
ツーシームを握る位置のシーム間の幅は、メジャーリーグ公式球の幅は2センチだが、日本プロ野球の公式球は2.5センチという違いがあり、この差もツーシームの投球に影響する。2020年にメジャーリーグでサイ・ヤング賞を受賞し、2023年には日本の横浜DeNAベイスターズでもプレーしたトレバー・バウアーは、日本ではメジャーリーグ時代と比べて思ったようなツーシームの軌道が出せないことからボールを調べ「一番大きな違いはツーシームの握りをしたときのシームとシームの幅。」「日本の方が少し広いと感じるので、それによってツーシームを投げる際の空気抵抗が少し変わってくる。」と結論し、このボール規格の違いのためツーシームの投げ方に調整を要したと語っている。

特に沈む軌道のものをシンキング・ファストボール（英: sinking fastball）と呼ぶ。これについて、アジア圏以外ではシンカー（英: sinker）と略されて呼ばれることが多いが、日本で「シンカー」と呼ばれている球種は全く別のものである。
派生として、1本の縫い目だけに指をかけて投げる球種でワンシーム・ファストボール（英: one-seam fastball）という物も存在し、縫い目に平行に指を掛けるといった握りであるため握力が必要となり、制球も難しいが、ツーシームと同じ方向で大きい変化が得られることから、ティム・ハドソン、ジョン・レスター、ザック・ブリットン、日本人選手ではダルビッシュ有や菅野智之、松坂大輔、金子千尋、山口俊が使用している。
なお、日本独自に用いられてきた球種シュートとの違いは曖昧であり、吉井理人は、自分がMLB時代に投げていたツーシームは日本時代に投げていたシュートの呼び方を変えただけ（シュートを投げていたら同僚に「マサトはツーシームを投げるのか」と言われた）だと述べている。また、西本聖と川崎憲次郎はテレビ番組「NANDA!?」で自身のシュートの投げ方を披露しているが、どちらもツーシームとほぼ同じ握り（掌を開いた状態から戻すことでシュート回転を掛ける）であり、西本が説明した「深く握って縦回転を落として沈ませる」という投げ方はシンキングファストの理論そのものである。

また、山﨑康晃、東浜巨、九里亜蓮、薮田和樹、中村稔弥といった、亜細亜大学硬式野球部出身の投手らが「亜大ツーシーム」（あだいツーシーム）と称する球を投げているが、これは先輩である東浜が本来であれば「シンカー」として投げる球種を後輩らに教える際に「ツーシーム」と誤って伝えてしまったことによるものであり、特に山崎や薮田が投じるものはスプリット・フィンガード・ファストボールに近い変化をする。

### カット・ファストボール
カット・ファストボール（英: Cut fastball）とは、リリース時にボールを切る様に投げる球種。カットボール、真っスラとも。また、アジア圏以外ではカッター（Cutter）と呼ぶことが多い。回転軸が僅かに傾くことで打者の手元で、投手の利き腕と逆方向に小さく鋭く変化し、特に投げ手と逆の打席に入る打者を詰まらせて打ち取る球種として使用される。

### スプリットフィンガード・ファストボール
スプリットフィンガード・ファストボール（英: split-fingered fastball）とは、フォークボールの中でも高速の球種。

## 打者心理に与える様々な表現と工夫
野球中継の解説などで、投手の直球に対して「球質」「球威」「球の伸び」などと表現されることがある。これらは投球された球の空気抵抗やスピン(揚力)による軌道の変化、リリースポイントの遠近などの投手の投球フォームなどによって打者が抱く印象が深く関係している。

### 球速
投球の速さのことで、スピードガンによる簡易計測が可能なため、具体的な数値で表されることが多い。単純に球速が速いほど、球を目で捉えることが難しくなり、到達時間も短くなることから、打者は対応が難しくなる。しかし、単純に球速が速くても活躍できない投手や、逆に球速はなくとも活躍する投手、共に多く存在し、他の球種や後述する要素への工夫を凝らすことによって打者を打ち取っている場合が多い。

#### 初速・終速
球速はリリースポイントから捕手のミットに到達するまでに空気抵抗により逓減する。その量は投球の初速とスピンによって変化する。初速が速いほど空気抵抗は増える。空気抵抗による投球の減速量を決める要素はPITCHf/xを初めとするトラッキングシステムにより解析されつつある。効果として、同じ初速でも減速が少ない球の方が相対的に体感速度が上がるため、打ちにくい球であるとされるが、成績との関連などは研究の途上である。

### 落差
球は重力により放物線を描くが、先述のようにバックスピンをかけた球はマグヌス効果により上向きの揚力を持ち、放物線から離れた直線に近い軌道になる。打者は、投球がマウンドからホームプレートの投手側からおおよそ2分の1から3分の2ほど進んだ時点までの球の挙動を見て、他の投手などとの対戦で見てきた経験から軌道を予測し、それに合わせてバッティングを行う。この時、他の投手よりバックスピンの量が多い、スピンの角度が純粋なバックスピンに近いなどで、その予測よりも上を通過すると球が浮き上がったと錯覚する。
このような球を、「伸び」のある球と呼ぶ。また、直球においては球の「切れ（キレ）」も「伸び」と同義である。このような球は、打者のスイングするバットの上をボールが通過することで空振りを奪うことが出来る、またバットの上っ面でボールを叩かせることによりポップフライを打たせることが出来るが、「伸び」が疲労などにより鈍ってしまったら、飛距離が出やすいようにバットが当たってしまい被本塁打が増えてしまうという場合もある。
また、投球フォームの歩幅が広いなど工夫をするなどでリリースポイントの低い投手、サイドスロー、アンダースローの投法から投げられる「伸び」のある球は、下から上がって来るのでこれも効果的に浮き上がるように錯覚させられる（ソフトボールのライズボールも同じ理屈である）。

### 球持ち
マウンド上の投手板とホームベース間の距離は公認野球規則により18.44mと定められているが、実際には18.44mの距離から球は放たれず、投球動作に伴いリリースポイントはホームベース寄りに近付くのが一般的である。リリースポイントが打者に近いほどボールの飛行距離は短縮され、それによりリリースから速く打者に到達する。これを「球持ち」が良いと表現し、投手は少しでもリリースポイントを打者寄りにするため、体の開きを抑え、球を長く持つようにするといった工夫がなされる。より打者にリリースポイントを近付けるには基本的に身長が高く手足が長い方が有利である。
ただし、リリースが早いからといって必ず不利ということはなく、MLBでクローザーとして活躍した上原浩治はリリースが非常に早い。上原はNHK BS1の番組『球辞苑』で取材を受けた際に「球持ちはいい悪いではなく長い短いで表現すべき」「球持ちが短くても不利になることはない」と持論を述べている。
また、グラブや自身の体を使う、体の開きを遅らせるなどでリリースポイントを遅くまで見えないようにすることにより、打者が球を見られる時間を減らし体感速度を上げる、打者にタイミングを取らせにくくすることも打者を打ちにくくすることに有効である。このような球の出処が見にくいことをメジャーリーグでは「スモーキー」などと呼ぶ。

### 角度
投手はその投法や身長・腕の長さにより打者に対して高低、または左右の角度を付けた球を投じることが出来る。平均的投手よりリリースポイント角度が大きいと、視界の揺さぶりや、高低の場合バットの下に潜り込むようにボールが入ってくるためメカニクスが崩れやすく、打ち難さを増すことが出来る。より大きい角度をつけるためには球持ちと同様に長身で手足が長い投手が体格的に有利で、高低差はオーバースローかアンダースロー、左右の角度はサイドスローや投手板の立ち位置の左右を利用する投手が一般的に有利である。投げる腕と対角のコースを突く直球をクロスファイアと呼ぶことがある。前述の球持ちとは逆に、リリースポイントを敢えて早くすることで角度を大きくしようとすることもある。

### 球質
古くから日本において、打者の感覚として、投球を打ち返した際に打球の飛距離が予想よりも短く、もしくは長くなること、また、打った時の感覚が「重い」「軽い」と感じる球質を「重い」、「軽い」と形容されることがある。ボールの重さが変わることは当然ないが、そのような感覚を与える要因としては様々な説が存在し、主に、先述のスピン量による落差の変化に伴う打球傾向の違いによる説、球の回転数が多いほど反発力が増して軽い球に、少ないと重い球になるという説がある。また、回転の少ない球は「棒球（ぼうだま）」と呼ばれ、痛打されやすい球とされることもある。或いは、打者が自身の打ち損じなどに気付かず球質のせいだと思っているだけで、飛距離を大きく左右するほどの影響を与える球の回転や球質は存在しないという説もある。特にツーシームやカットファストボールのように打者の手元で変化する球種では、芯を外しやすく打球が伸びないということがままある。また、芯を外されるとインパクトの衝撃が手に伝わることから重く感じる。体重の軽い投手が投げる球は軽いという説もあり、体重を重くすることで球質を重くしようと考える投手もいる。これらのように回転は飛距離が伸びる方向にも縮む方向にも作用する可能性があり、科学的に検証されつつあるが、未だに様々な考え方が混在している。日本球界でも古田敦也は実感したことも意識した事もない、チームメイトの五十嵐亮太の球を捕球した時もバッティングの際も変わらないと球質の概念を否定している。今浪隆博は、初速と終速の差が少ない球を打って詰まって重く感じるのが重い球の正体だとしており、球の回転数は物理的に球質と関係無い(あっても微々たるもの)と主張している。最初から芯を外したと分かった当たりを打者は「重い」と感じることはないとも解説している。

### 球威
球威とは｢球の威力｣で球速などを表す言葉だが定義は曖昧で、球に伸びがあり球速以上の威力があることを示す場合や球速、球質、伸びなどの総合的な評価の場合もある。

## 最高球速
速球の球速はしばしば投手の実力を評価する指標の一つとなる。
- MLBにおける公式な世界記録は2010年9月24日のシンシナティ・レッズ対サンディエゴ・パドレス戦（ペトコ・パーク）でアロルディス・チャップマンが記録した105.1mph（約169km/h）。それ以前の記録は1997年のワールドシリーズでフロリダ・マーリンズのロブ・ネンが投げた102mph（約164.1km/h）であった。

- MLBでは現在、全球団の本拠地球場に3方向からの映像を基に球速などを解析する測定器「PITCHf/x」、軍事用に使用されていたレーダー式弾道追尾システムを応用した計測器「Statcast」が設置されており、精度に個体差のあるスピードガンで測定された球速は公式記録とされなくなっている。スピードガンによるものも含めた非公式な記録としてはアロルディス・チャップマンが106mph（約171km/h）を1度、ジョエル・ズマヤが104mph（約167.4km/h）を4度、同じくA.J.バーネットとボビー・パーネルが1度ずつ、ノーラン・ライアン、ブラッド・リッジ、ボビー・ジェンクス、ジョナサン・ブロクストン、スティーブン・ストラスバーグ、ネフタリ・フェリスが103mph（約165.8km/h）を1度ずつ記録している。

- 日本プロ野球における最高球速記録は、読売ジャイアンツチアゴ・ビエイラが2021年8月14日の読売ジャイアンツ対中日ドラゴンズ戦（東京ドーム）にて記録した166km/h。